# Зимуха
Зимуха (рос. Зимуха) — річка в Україні, в Овруцькому районі Житомирської області, права притока річки Болотниці (басейн Прип'яті).

## Опис
Довжина річки 20 км., похил річки — 6,3 м/км. Формується з двох водойм. Площа басейну 41,2 км².

## Розташування
Бере початок на північному заході від села Бігунь. Тече на північний захід у межах сіл Побичі та Сирниця. На південній стороні від села Селезівка впадає в річку Болотницю, праву притоку Уборті.